# Propicroscytus
Propicroscytus is een geslacht van vliesvleugeligen uit de familie Pteromalidae. De wetenschappelijke naam van dit geslacht is voor het eerst geldig gepubliceerd in 1941 door Szelényi.

## Soorten
Het geslacht Propicroscytus omvat de volgende soorten:
- Propicroscytus indicus Subba Rao, 1981
- Propicroscytus mirificus (Girault, 1915)
- Propicroscytus oryzae (Subba Rao, 1973)